# Beaurepaire-sur-Sambre
Beaurepaire-sur-Sambre és un municipi francès, situat a la regió dels Alts de França, al departament del Nord. L'any 2006 tenia 244 habitants. Es troba a 96 km de Lilla, a 118 km de Reims, a 123 km de Brussel·les (B), a 46 km de Valenciennes, a 60 km de Mons (B), a 68 km de Charleroi, a 33 km de Maubeuge, a 22 km de Fourmies, a 13 km d'Avesnes-sur-Helpe, a 10 km de Maroilles i 6 km de Cartignies.

## Demografia
| 1962                                       | 1968 | 1975 | 1982 | 1990 | 1999 |
| ------------------------------------------ | ---- | ---- | ---- | ---- | ---- |
| 303                                        | 347  | 327  | 251  | 266  | 258  |
| Des de 1962: població sense dobles comptes |      |      |      |      |      |

## Administració
| Període | Identitat      | Partit |
| ------- | -------------- | ------ |
| 2001-   | Daniel Mercier |        |